# Le Palace en délire
Pour plus de détails, voir Fiche technique et Distribution.
Le Palace en délire (Bachelor Party) est un film américain réalisé par Neal Israel, sorti en 1984.

## Synopsis
Un jeune homme annonce à ses plus proches amis qu'il est sur le point de se marier avec une jeune fille issue d'une famille bourgeoise et qui le rejette impunément. Afin de marquer la fin de sa vie de célibataire, ils décident de lui concocter une soirée qu'il n'est pas près d'oublier...

## Fiche technique
- Titre français : Le Palace en folie, puis Le Palace en délire pour le DVD
- Titre original : Bachelor Party
- Réalisation : Neal Israel
- Scénario : Neal Israel & Pat Proft
- Musique : Robert Folk
- Photographie : Hal Trussell
- Montage : Tom Walls
- Production : Bob Israel, Ron Moler & Raju Patel
- Sociétés de production : Bachelor Party Productions, Aspect Ratio Film & Twin Continental
- Société de distribution : 20th Century Fox
- Pays d'origine :  États-Unis
- Langue : anglais, japonais
- Format : couleur — 35 mm — 1,85:1 — Dolby
- Genre : comédie
- Durée : 101 minutes
- Dates de sortie :
  - États-Unis : 29 juin 1984
  - France : 8 août 1984[1]

## Distribution
- Tom Hanks (VF : Julien Kramer) : Rick Gassko
- Tawny Kitaen (VF : Marie Vincent) : Debbie Thompson
- Adrian Zmed (VF : Jean-Loup Horwitz) : Jay O'Neill
- George Grizzard (VF : Jacques Ferrière) : Edward Thompson
- Robert Prescott  (VF : Guy Chapellier)  : Cole Whittier
- Gary Grossman (VF : Maurice Sarfati) : Gary
- Barry Diamond (VF : Daniel Russo) : Rudy
- William Tepper : (VF : Michel Bedetti) Dr Stan Gassko
- Bradford Bancroft (VF : Jean-Pierre Leroux) : Brad Mollen
- Michael Dudikoff (VF : Éric Baugin) : Ryko
- Barbara Stuart : Alice Thompson
- Wendie Jo Sperber : Dr Tina Gassko
- Pat Proft (VF : Vincent Violette) : l'homme qui hurle
- Monique Gabrielle : Tracey

## Suite
Le film a connu une suite, Stripmovie (Bachelor Party 2: The Last Temptation), sortie en 2008.